# Eugenio Garza Sada
Eugenio Garza Sada (* 28. Januar 1892 in Monterrey; † 17. September 1973 ebenda) war ein mexikanischer Unternehmer.
Er ist vor allem für die Gründung des Instituto Tecnológico y de Estudios Superiores de Monterrey (ITESM) im Jahr 1943 bekannt. Seine Inspiration für die Gründung der Universität kam von seiner Erfahrung als Student in den Massachusetts Institute of Technology. Bis zu seinem Tod im Jahr 1973 an den Folgen eines gescheiterten Entführungsversuchs blieb er Vorstandsvorsitzender von ITESM.

## Geschäftskarriere
Nach Abschluss seines Studiums in Massachusetts kehrten Garza Sada und seine Familie 1916 nach Mexiko zurück und traten der Cervecería Cuauhtémoc Moctezuma bei. Seine erste Position war als Assistent in der Verkaufsabteilung, später wurde er befördert und bekleidete weitere wichtige Positionen. Nach dem Tod seines Vaters im Jahr 1933 wurde er wie sein Bruder Roberto Mitglied des Vorstands der Cervecería Cuauhtémoc.
Am 12. Mai 1936 gründeten sie eine Holdinggesellschaft, die zusammen mit ihrem Bruder Roberto Garza Sada für die Verwaltung des Konglomerats der mit der Brauerei verbundenen Unternehmen namens Valores Industriales, S. A. de C. V. (VISA) verantwortlich war. Bis 1938 bestand VISA aus zwölf Unternehmen: Valores Industriales y Cervecería Cuauhtémoc selbst, Compañía Cervecera Veracruz, Cervecería Central, Cervecería del Oeste, Fábricas Monterrey, S.A. (FAMOSA), Malta S. A. (eine Malzfabrik), Empaques de Cartón Titán (ein Hersteller von Kartonverpackungen), Técnica Industrial (ein Unternehmen für technische Dienstleistungen), Compañía Comercial Distribuidora (ein Vertriebsunternehmen), Compañía General of Commercial Acceptances und Investments, die beiden letztgenannten fungierten als Finanzagenturen.
Garza Sada sponserte die Carta Blanca-Mannschaft, die am 1. Februar 1939 in die Liga Mexicana de Béisbol aufgenommen wurde. Später war diese Mannschaft seit 1948 als Sultanes de Monterrey bekannt.
Am 6. September 1943, berief er eine Gruppe lokaler Geschäftsleute ein, mit dem Ziel, die Civil Society of Higher Education and Research (EISAC) zu gründen. Durch dieses Unternehmen und auf seine Initiative hin wurde im selben Jahr zusammen mit 10 Geschäftsleuten das Instituto Tecnológico y de Estudios Superiores de Monterrey (ITESM) gegründet. Zunächst verfügte diese Einrichtung nur über eine Vorbereitungsschule, eine Ingenieurschule und eine Buchhaltungsschule.

## Familie
Eugenio Garza Sada stammt aus einer Familie, die zu einer der reichsten Mexikos wurde. Seine Eltern waren der Geschäftsmann Isaac Garza Garza, der einer der Gründer der Cervecería Cuauhtémoc war, und Consuelo Sada Muguerza; Kurz nach seiner Rückkehr in seine Heimatstadt schloss er sein erstes Studium an der Jesuitenschule von San Juan in der Stadt Saltillo, Coahuila, ab und setzte seine Ausbildung an der Hidalgo-Schule fort, die von der Kongregation der Maristenbrüder geleitet wurde. Nach dem Ausbruch der Mexikanische Revolution ging die Familie in die Vereinigten Staaten ins Exil, wo Garza Sada seine akademische Ausbildung fortsetzte und in einem Geschäft als Angestellter und als Platzanweiser in einem Kino arbeitete. Er studierte an der Western Academy Military Academy und schloss später sein Grundstudium am Massachusetts Institute of Technology (MIT) ab, wo er 1910 eintrat und 1914 mit einem Abschluss in Bauingenieurwesen abschloss.
1921 heiratete er Consuelo Lagüera Zambrano. Beide hatten acht Kinder: Eugenio, der die Arbeit seines Vaters in den Familienunternehmen fortführen würde, Alejandro, Alicia, Gabriel, David, Marcelo, Consuelo und Manuel Garza Lagüera.

## Tod
Am Morgen des 17. September 1973 machte sich Garza Sada auf den Weg zur Arbeit. An einer roten Ampel in Monterrey wurde sein Auto von einem anderen blockiert, und sofort stiegen zwei junge Leute aus und es kam zu einer Schlägerei. Der Fahrer und der Assistent von Garza Sada wurden ermordet, ebenso wie der Geschäftsmann selbst, als er ihm die Waffe abnahm. Bei dem Vorfall handelte es sich um einen gescheiterten Entführungsversuch, der von der kommunistischen Gruppe „Liga vom 23. September“ organisiert wurde.
An Garzas Beerdigung nahmen mehr als 500.000 Menschen teil, darunter auch der damalige Präsident Luis Echeverría Álvarez. Er wurde im Panteón del Carmen in Monterrey beigesetzt.
Im Jahr 2011 führte die Zeitung Excélsior eine Untersuchung der damaligen Regierungsunterlagen durch, die ergab, dass die Echeverría-Regierung anderthalb Jahre lang von der Verschwörung der Gruppe zur Entführung von Garza wusste, bevor sie stattfand, jedoch keine Maßnahmen ergriff.